# Alexander Michailowitsch Kudrjawzew
Alexander Michailowitsch Kudrjawzew (russisch Александр Михайлович Кудрявцев; englisch Alexander Michailovitch Kudryavtsev; * 26. Oktober 1985 in Jekaterinburg, Russische SFSR, Sowjetunion) ist ein russischer Tennisspieler.

## Leben und Karriere
Kudrjawzew war vor allem mit seinem Dauerpartner Michail Jelgin im Doppel erfolgreich gewesen. Mit ihm gewann er neun seiner insgesamt 18 Doppeltitel, davon alleine fünf seiner sechs auf der Challenger Tour 2011. Ihr größter Erfolg bislang war der Finaleinzug beim ATP-Turnier in Sankt Petersburg; sie unterlagen dort den Briten Colin Fleming und Ross Hutchins mit 3:6, 7:6 (7:5) und [8:10].
Bei den Australian Open qualifizierte sich Kudrjawzew im Jahr 2012 erstmals für das Hauptfeld eines Grand-Slam-Turniers. Er traf in der ersten Runde auf Roger Federer, dem er glatt in drei Sätzen unterlag.

## Erfolge
| Legende (Anzahl der Siege)  |
| Grand Slam                  |
| ATP World Tour Finals       |
| ATP World Tour Masters 1000 |
| ATP World Tour 500          |
| ATP World Tour 250          |
| ATP Challenger Tour (22)    |

### Doppel

#### Turniersiege
| Nr. | Datum              | Turnier              | Belag         | Partner               | Finalgegner                             | Ergebnis          |
| --- | ------------------ | -------------------- | ------------- | --------------------- | --------------------------------------- | ----------------- |
| 1.  | 11. Juli 2004      | Oberstaufen          | Sand          | Wadim Dawletschin     | Valentino Pest Alexander Waske          | 4:6, 6:3, 7:64    |
| 2.  | 28. Juli 2007      | Pensa (1)            | Hartplatz     | Alexander Krasnoruzki | Murod Inoyatov Denis Istomin            | 6:1, 4:6, [10:4]  |
| 3.  | 18. August 2007    | Buxoro               | Hartplatz     | Jewgeni Kirillow      | Daniil Arsenow Vaja Uzoqov              | 6:3, 6:1          |
| 4.  | 15. September 2007 | Ljubljana            | Sand          | Alexander Krasnoruzki | Ivan Dodig Lovro Zovko                  | 7:69, 1:6, [10:6] |
| 5.  | 23. September 2007 | Banja Luka           | Sand          | Alexander Krasnoruzki | Diego Junqueira Vladimir Obradović      | 6:2, 6:4          |
| 6.  | 12. November 2007  | Helsinki             | Hartplatz (i) | Michail Jelgin        | Harri Heliövaara Henri Kontinen         | 4:6, 7:5, [13:11] |
| 7.  | 7. November 2008   | Astana               | Hartplatz (i) | Michail Jelgin        | George Bastl Marco Chiudinelli          | 6:4, 6:78, [10:8] |
| 8.  | 29. Juli 2009      | Pensa (2)            | Hartplatz     | Michail Jelgin        | Alexei Kedrjuk Denis Mazukewitsch       | 4:6, 6:3, [10:6]  |
| 9.  | 29. November 2009  | Toyota               | Teppich (i)   | Andis Juška           | Alexei Kedrjuk Junn Mitsuhashi          | 6:4, 7:66         |
| 10. | 13. November 2010  | St. Ulrich in Gröden | Teppich (i)   | Michail Jelgin        | Tomasz Bednarek Michał Przysiężny       | 3:6, 6:3, [10:3]  |
| 11. | 19. März 2011      | Guangzhou (1)        | Hartplatz     | Michail Jelgin        | Sanchai Ratiwatana Sonchat Ratiwatana   | 7:63, 6:3         |
| 12. | 27. März 2011      | Pingguo              | Hartplatz     | Michail Jelgin        | Harri Heliövaara Jose Statham           | 6:3, 6:2          |
| 13. | 10. Juli 2011      | Pozoblanco           | Hartplatz     | Michail Jelgin        | Illja Martschenko Denys Moltschanow     | kampflos          |
| 14. | 13. August 2011    | Samarqand            | Sand          | Michail Jelgin        | Radu Albot Andrei Kusnezow              | 7:64, 2:6, [10:7] |
| 15. | 21. August 2011    | Qarshi               | Hartplatz     | Michail Jelgin        | Konstantin Krawtschuk Denys Moltschanow | 3:6, 6:3, [11:9]  |
| 16. | 6. November 2011   | Eckental             | Teppich (i)   | Andre Begemann        | Jamie Cerretani Adil Shamasdin          | 6:3, 3:6, [11:9]  |
| 17. | 1. August 2014     | Segovia (1)          | Hartplatz     | Wiktor Baluda         | Brydan Klein Nikola Mektić              | 6:2, 4:6, [10:3]  |
| 18. | 22. Februar 2015   | Neu-Delhi            | Hartplatz     | Jahor Herassimau      | Riccardo Ghedin Toshihide Matsui        | 6:75, 6:4, [10:6] |
| 19. | 8. August 2015     | Segovia (2)          | Hartplatz     | Denys Moltschanow     | Aljaksandr Bury Andreas Siljeström      | 6:2, 6:4          |
| 20. | 19. März 2016      | Guangzhou (2)        | Hartplatz     | Denys Moltschanow     | Sanchai Ratiwatana Sonchat Ratiwatana   | 6:2, 6:2          |
| 21. | 29. Oktober 2016   | Suzhou               | Hartplatz     | Michail Jelgin        | Andrea Arnaboldi Jonathan Eysseric      | 4:6, 6:1, [10:7]  |
| 22. | 20. November 2016  | Brescia              | Hartplatz     | Michail Jelgin        | Wesley Koolhof Matwé Middelkoop         | 7:64, 6:3         |

#### Finalteilnahmen
| Nr. | Datum            | Turnier        | Belag         | Partner        | Finalgegner                 | Ergebnis          |
| --- | ---------------- | -------------- | ------------- | -------------- | --------------------------- | ----------------- |
| 1.  | 30. Oktober 2011 | St. Petersburg | Hartplatz (i) | Michail Jelgin | Colin Fleming Ross Hutchins | 3:6, 7:65, [8:10] |